# Альбер I (князь Монако)
Альбер I (фр. фр. Albert Ier; 13 листопада 1848 — 26 червня 1922) — князь Монако (1889-1922) з династії Грімальді.

## Життєпис

### Молоді роки
Альбер народився у Парижі у родині Карла III (1818—1889), князя Монако, й Антуанети Мероде-Вестерлоо (1828—1864), бельгійської аристократки. Після відповідного навчання Альбер поступає до військово-морських сил Іспанії. Тут він проходить службу до 1870 року — початку франко-пруської війни. В цьому ж році Альбер переходить до військово-морських сил Франції. Бере участь у бойових діях. За свої успіхи він отримує Орден Почесного Легіону.
У цей же час Альбер починає цікавитися дослідженням моря, він все більше поринає у нову на той час науку — океанографію.

### Правління
10 вересня 1889 року Альбер після смерті свого батька стає новим князем Монако. Тут він багато зусиль приділяє розвитку океанографії. Саме Альбер I організує багато досліджень морів та океанів. У 1896 році бере участь у дослідженні Банки Княгині Аліси біля Азорських островів. А у 1910 році зусиллями Альбера у Монако створюється Музей океанографії. Він організує вивчення течії Гольфстриму, біології Світового океану, за ініціативи Альбера I складено першу мапу глибин Світового океану, яка не втратила свого наукового значення.
Водночас князь Монако цікавитися дослідженням походження людини. Альбер організує у Парижі Інститут палеонтології людини, який займався вивчення цього напрямку в науці. за це у 1909 році він стає членом Британської академії наук. Багато науковців та дослідників стають товаришами та друзями князя Альбера I. До того ж він стає фактичним засновником Міжнародного інституту миру. Цей заклад повинен був спрямовувати свої зусилля для попередження воєн, інших збройних конфліктів, об'єднання людей.
Водночас з науковою діяльністю Альбер I активно займався управлінням країною та європейською політикою. Проте події всередині Монако змусили Альбера I у 1911 році прийняти конституцію країни. Альбер став конституційним монархом. Виконавча влада стала належати князю, уряд складався з державного міністра, трьох радників, законодавча влада перейшла до обираємої народом Національної ради.
При цьому Альбер I став засновником всесвітньо відомого казино у Монте-Карло, що в подальшому позитивно вплинуло на економічне становище країни й обумовило економічну незалежність Монако. Князі Монако стали досить заможними монархами світу.
Нащадком на троні став син Альбера — Луї. Наступною спадкоємицею Альбера I мала стати його онука Шарлота. Вона була позашлюбною донькою Луї, сина Альбера I, і танцюристки кабаре (за іншими даними — пралі). Шарлота стала дружиною графа П'єра Полін'яка, якого Альбер I змусив прийняти прізвище Гримальді, щоб зберегти назву династії. Проте спадкоємцем трону за Луї став син Шарлоти — Реньє.

## Родина
Дружина — Марія Вікторія Гамільтон (1850—1922), донька Вільгельма, герцога Гамільтона
Діти:
- Луї (1870—1949)

## Герб
Червоні ромби на білому тлі. Девіз роду Гарімальді: «Deo Juvante» (лат. З Божою поміччю).